# Felipe Bandeira de Melo
Felipe Bandeira de Melo (Olinda, 1608 — Pernambuco, 24 de outubro de 1655) foi um militar brasileiro. Chegou ao posto de tenente de mestre de campo general do Estado do Brasil. 
Foi governador da Praça-forte de Almeida em Portugal, época em que participou da Guerra da Restauração.
Foi enviado ao Brasil para administrar a Capitania de Porto Seguro, quando ocorreu a segunda das Invasões holandesas do Brasil. Combateu os invasores na Capitania da Paraíba, ocasião em que foi preso e levado ao Recife.
Conseguiu fugir e engajou-se novamente nas lutas, tendo participado das Batalhas dos Guararapes.
Pereceu em combate na Capitania de Pernambuco.

## Curiosidades
Varias avenidas na Região Nordeste do Brasil levam o seu nome.